# Hrabstwo Hardee
Hardee – hrabstwo w stanie Floryda, w USA. Jego siedzibą administracyjną jest Wauchula.

## Miejscowości
- Bowling Green
- Wauchula
- Zolfo Springs

## CDP
- Fort Green
- Fort Green Springs
- Gardner
- Lemon Grove
- Limestone
- Ona

## Sąsiednie hrabstwa
- Hrabstwo Polk – północ
- Hrabstwo DeSoto – południe
- Hrabstwo Highlands – wschód
- Hrabstwo Manatee – zachód
- Hrabstwo Hillsborough – północny zachód

## Demografia
Według spisu z 2020 roku liczy 25,3 tys. mieszkańców, co oznacza spadek o 8,7% w porównaniu z poprzednim spisem z roku 2010. Według danych pięcioletnich z 2022 roku 45,8% mieszkańców to białe społeczności nielatynoskie, 44,3% to Latynosi, 8,1% czarnoskórzy lub Afroamerykanie, 2% miało rasę mieszaną, 1,3% rdzenna ludność Ameryki, 1,2% Azjaci i 0,2% pochodziło z wysp Pacyfiku.

## Religia
W 2020 roku, w krajobrazie religijnym hrabstwa dominują społeczności protestanckie, z największym członkostwem wśród baptystów (27,3%), ewangelikalnych bezdenominacyjnych (7,5%) i zielonoświątkowców (ok. 4%). 16,8% deklarowało członkostwo w Kościele katolickim. Inne religie, to głównie: świadkowie Jehowy (1,9%) i mormoni (1,6%). 

## Polityka
Hrabstwo silnie republikańskie, gdzie w wyborach prezydenckich w 2020 roku, 72,2% głosów otrzymał Donald Trump i 27,1% przypadło dla Joe Bidena. 